# Robert Erskine

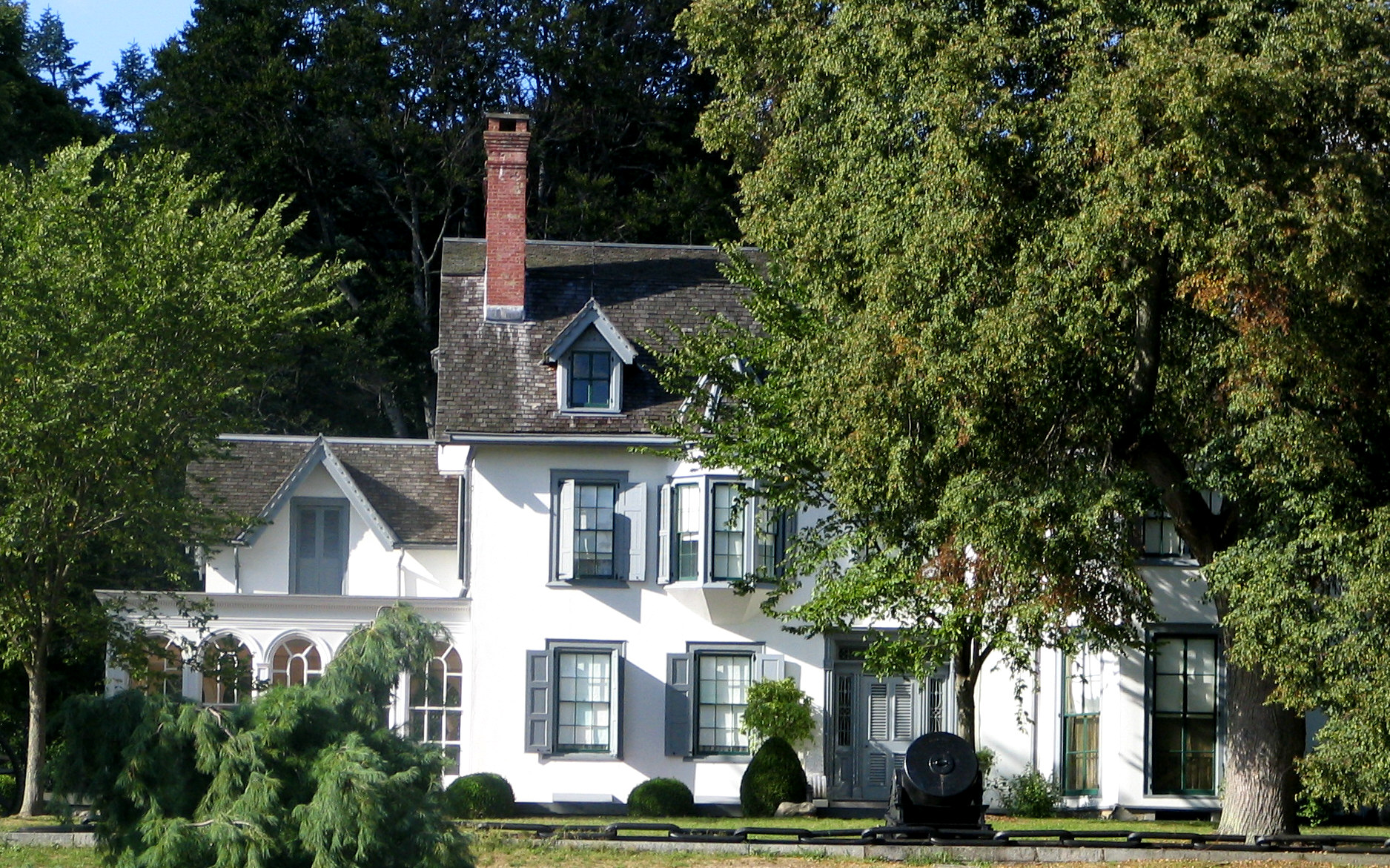
Ringwood Manor

Robert Erskine (1735 – 1780. október 2.) skót feltaláló és mérnök, aki 1771-ben érkezett a brit gyarmati New Jersey tartományba, hogy a New Jersey állambeli Ringwoodban lévő vasgyárat vezesse. Később szimpatizált a függetlenségi mozgalommal. Az amerikai függetlenségi háború idején, 1776-ban egy víz alatti kovácsoltvas gátat tervezett, amelyet a Hudson folyón keresztül, Manhattan északi végénél helyeztek el, hogy megakadályozza a brit hajók folyón felfelé történő áthaladását.
1777-ben George Washington tábornok ezredesi rangban kinevezte a kontinentális hadsereg geográfusává és földmérőjévé. Ebben a minőségében Erskine több mint 275 térképet készített, főként az északkeleti régióról.

## Korai életútja
Skóciában született, és az Edinburgh-i Egyetemre járt. Fiatalemberként vállalkozásba kezdett, amely azonban kudarcot vallott. Feltalálta a "folyamatos áramlású szivattyút" és a "platométert", egy centrifugális hidraulikus motort, és más hidraulikus rendszerekkel is kísérletezett. Szülőföldjén némi hírnévre szert; tett feltalálóként és mérnökként vált ismertté. Erskine polgári ügyekben is aktívan részt vett, és egyre inkább kivívta közössége tiszteletét.

## BevándorlásaNew Jerseybe
1771-ben, 36 éves korában a Royal Society tagjává választották, ami a tudományos közösségben rangos kinevezést jelentett. Még abban az évben a New Jersey állambeli Ringwood közelében lévő vasgyár tulajdonosai felvették Erskine-t Peter Hasenclever helyére vasmesternek. Utóbbi pazarló költekezése majdnem csődbe vitte a vállalatot. Erskine azonnal nekilátott, hogy megpróbálja nyereségessé tenni az üzemet. Az amerikai függetlenségi háború miatt erőfeszítései félbeszakadtak. Erskine szimpatizált az amerikaiak ügyével, de aggódott, hogy elveszítheti munkásait a hadsereg miatt. Ehelyett polgári milíciába szervezte őket, és 1775 augusztusában kinevezték kapitánynak.

## Gyarmati szolgálata a függetlenségi háborúban
Amint a háború komolyan kitört, a gyarmatosítók attól tartottak, hogy a brit hadihajók megszereznék az ellenőrzést a Hudson folyó felett, és elválasztanák Új-Angliát a többi gyarmattól. Erskine egy tetraéder alakú tengeri cheval-de-frise-t tervezett, amely a folyó mentén egymás mellé felfűzött hegyes rönkökből álló védelmi gát volt, hogy megakadályozza a hadihajók felfelé hajózását a folyón. Ezt 1776-ban állították fel a Manhattan északi végén lévő Washington erőd és a New Jersey-i Fort Lee között.
George Washingtonra már az első találkozásuk pillanatában, 1777-ben nagy hatással volt Erskine, és kinevezte a kontinentális hadsereg geográfus- és földmérőjének posztjára. Ebben a minőségében Erskine több mint 275 térképet készített a háború északi szakaszáról. A régióról készített, utakat, épületeket és egyéb részleteket ábrázoló térképei nagy hasznára voltak Washington tábornoknak, és ma is történelmi értéket képviselnek. E térképek közül sok megtalálható a New-Yorki Történelmi Társulat Erskine Dewitt Térképgyűjteményében.
Erskine a ringwoodi vasgyárat is működésben tartotta, amely kritikus fontosságú lőszereket és anyagokat szállított Washington hadseregének.

## Magánélete
1780-ban egy térképkészítő expedíció során Erskine megbetegedett. Valószínűleg tüdőgyulladásban halt meg 1780. október 2-án. A New Jersey állambeli Ringwood State Parkban található Ringwood Manorban temették el.

## Hagyatéka és kitüntetései
- Erskine-t 1771-ben a Royal Society tagjává választották.
- 1780-ban az Amerikai Filozófiai Társaság tagjává választották, nem világos, hogy ez a kitüntetés posztumusz volt-e.
- Az Erskine-tavat, valamint a Robert Erskine Általános Iskolát Ringwoodban róla nevezték el.

## Térképek, felmérések és dokumentumok
- Erskine, Robert. Robert Erskine levelezése. n.d. Library of Congress.
- Erskine, Robert és Nathanael Greene. [A New York-i Orange és Rockland megyék területének térképe]. 1779. R. Erskine, F.R.S. 1778, 1779 által lefektetett felmérésekről másolva.
- Erskine, Robert. Egy eredeti felmérés alsó fele, amelyet az Ő Excy számára készítettek. Washington tábornok számára. Bergen: Bergen Historical Society, 1920. A New-York Historical Society-ben található eredeti térkép nyomtatott fakszimiléje; a helységneveket a jobb áttekinthetőség érdekében átmásolták. New Jersey északi részének topográfiáját, városait és útjait mutatja. készítette Robt. Erskine, F.R.S., a hadsereg geográfusa, 1778-1779.
- Erskine, Robert. Litchfield, Conn. a washingtoni Neversink-fennsíkig: US Army, Corps of Engineers, 1975. Fakszimile. Robt. Erskine, F.R.S., Decr. 1779.
- Erskine, Robert, Simeon De Witt és Richard Varrick De Witt. Robert Erskine F.R.S. Geogr. felmérések vázlatos rajzainak jegyzéke. A.US és segédei, 1778-ban kezdődött. 1778. 129 katonai topográfiai térkép címének mutatója, amelyek viszont egy körülbelül 341 különálló térképlapból álló sorozatot írnak le. (Ezek közül legalább 283 lap még mindig létezik; további tucatnyi lap látszólag összefügg, de nincs indexálva.) Az index egy olyan területet ír le, amelyet nyugaton a Detroit folyó, északon a Champlain-tó, keleten a Connecticut folyó, délen pedig a dél-karolinai Charlestown határol.

## Fordítás
- Ez a szócikk részben vagy egészben  a   Robert Erskine című angol Wikipédia-szócikk fordításán alapul.  Az eredeti cikk szerkesztőit annak laptörténete sorolja fel. Ez a jelzés csupán a megfogalmazás eredetét és a szerzői jogokat jelzi, nem szolgál a cikkben szereplő információk forrásmegjelöléseként.